# Rise of the Tomb Raider
Rise of the Tomb Raider – przygodowa gra akcji stworzona przez Crystal Dynamics, wydana przez Microsoft Studios (wersje PC, Xbox One i Xbox 360) i Square Enix (wersja PlayStation 4). Stanowi kontynuację Tomb Raidera z 2013 roku. Premiera na konsolę Xbox One i Xbox 360 odbyła się 10 listopada 2015 w Ameryce Północnej i 13 listopada 2015 roku w Europie. Wersja na komputery osobiste ukazała się 28 stycznia 2016, zaś na PlayStation 4 – 11 października 2016.

## Fabuła
Po wydarzeniach z wyspy Yamatai Lara Croft zmaga się ze wspomnieniami nadprzyrodzonych wydarzeń, jakich na niej doświadczyła. Starając się znaleźć odpowiedzi, studiuje badania swojego zmarłego ojca na temat zaginionego miasta Kitież i nieśmiertelności, ignorując ostrzeżenia i prośby Any, partnerki ojca. Goniąc za opowieścią organizuje wyprawę do Syrii mając nadzieję odnaleźć grobowiec Proroka z Konstantynopola, kluczowej postaci legendy o Kitieżu. Chociaż odnosi sukces, grobowiec okazuje się pusty, a Lara zostaje zaatakowana przez Trójcę – starożytny zakon rycerzy, przekształcony następnie w paramilitarną organizację badającą zjawiska nadprzyrodzone – dowodzoną przez Konstantina. Uciekając odkrywa symbol, który widziała w książce ojca na temat rosyjskiej historii religii. Kiedy Trójca kradnie książkę, Lara i Jonah wyruszają na Syberię, gdzie zostają rozdzieleni przez lawinę.
Lara odkrywa, że Trójca wykorzystuje postsowiecki kompleks jako swoją bazę badawczą. Zostaje złapana i osadzona w jednej celi z Aną, która okazuje się być siostrą Konstantina i szpiegiem organizacji, poszukującej – jak się okazuje – artefaktu nazywanego Boskim Źródłem, rzekomo zapewniającym nieśmiertelność. Larze udaje się uciec wraz z Jacobem, tajemniczym tubylcem, który prowadzi ją do swojej wioski. Okazuje się on być liderem Ocalałych, potomków wyznawców Proroka. Kiedy Lara wspiera mieszkańców w walce przeciwko Trójcy, dowiaduje się, że Prorok, naznaczony przez Zakon Trójcy piętnem heretyka, wraz ze swoimi wyznawcami wyruszył w długą podróż, zakończoną założeniem na obecnej Syberii Kitieżu. Kiedy mongolska horda pod przywództwem Czyngis-chana zaatakowała miasto, Prorok był zmuszony poświęcić je celem chronienia Boskiego Źródła. Ocalali uciekli i osiedlili się na okolicznych terenach, przysięgając chronić tajemnicę miasta. Jacob ostrzega Larę przed tym, że chociaż Boskie Źródło istnieje naprawdę, to może nie być tym, czego ona szuka. Konstantin przypuszcza kolejne ataki na Ocalałych, wierząc w to, że są oni heretykami, a on sam wypełnia wolę bożą. Lara odkrywa, że Ana umiera i manipuluje swoim bratem, żeby ten odnalazł dla niej Boskie Źródło.
Lara i Jacob zgadzają się, że jedynym sposobem ochrony artefaktu przed Trójcą jest zdobycie go przez organizację. Lara odnajduje Atlas, urządzenie będące mapą Kitieżu. Spotyka również Jonaha, który śledził Trójcę – organizacja była jednak świadoma jego obecności i celowo pozwalała mu działać, mając nadzieję na to, że doprowadzi on ich do Lary Croft. Jonah zostaje porwany wraz z Atlasem, a Lara rusza mu na ratunek. Mężczyzna zostaje dźgnięty przez Konstantina, wiedzącego o tym, że dziewczyna zrobi wszystko, żeby mu pomóc, co da Trójcy przewagę w wyścigu do Boskiego Źródła. Lara zabiera Jonaha do Jacoba, który wyjawia, że jest Prorokiem i leczy rany Jonaha dotykiem.
Podczas kiedy Trójca szturmuje lodowiec, pod którym ukryty jest Kitież, Lara postanawia dotrzeć tam ukrytą ścieżką, na której spotyka Nieśmiertelnych – obrońców miasta. Ze znajdowanych po drodze dzienników szpiega Trójcy ukrywającego się wśród Mongołów dowiaduje się o tym, że Boskie Źródło naprawdę zapewnia nieśmiertelność, ale kosztem utraty osobowości. Kiedy Lara wchodzi do Kitieżu, Ocalali przypuszczają atak na Nieśmiertelnych, dając jej czas na dotarcie do centrum miasta, gdzie zostaje zaatakowana przez Konstantina, którego zabija. Udaje jej się odebrać Boskie Źródło Anie i rozbija je, zabijając tym samym Nieśmiertelnych i pozbawiając nieśmiertelności Jacoba. Ten umiera w wyniku odniesionych ran postrzałowych, szczęśliwy, że po wielu latach znalazł się ktoś, kto potrafił zniszczyć artefakt i zapewnić mu spokój.
Córka Jacoba, Sofia, przejmuje dowództwo nad pozostałymi Ocalałymi. Lara i Jonah wracają do Anglii, gdzie planują kolejną ekspedycję mającą na celu poznanie tajemnic świata i udaremnienie działań Trójcy. W scenie po napisach końcowych, rozgrywającej się dwa tygodnie przed epilogiem, Lara wypytuje Anę o śmierć swojego ojca. Ta przyznaje, że został zabity przez Trójcę, ale nim zdąży udzielić więcej informacji, zostaje zastrzelona przez snajpera organizacji. Snajper pyta, czy zabić również Larę, jego zwierzchnik stwierdza, że jeszcze nie czas.

## Rozgrywka
Rise of the Tomb Raider jest przygodową grą akcji z widokiem z perspektywy trzeciej osoby, zawierającą w sobie wiele elementów z gry Tomb Raider z 2013 roku. Gracz kontroluje w niej Larę Croft przemierzającą zróżnicowane otoczenia, walczącą z wrogami oraz rozwiązującą łamigłówki środowiskowe, używając przy tym zaimprowizowanych broni i gadżetów. W grze zaimplementowano system wytwórstwa, pozwalający tworzyć przedmioty z surowców zebranych podczas eksploracji ze zwierząt i roślin, w tym m.in. amunicję.
Wprowadzony został system pogody, na której zmianę reagują zarówno ludzie, jak i zwierzęta, oraz cykl dobowy. Przykładowo w celu stworzenia grubszej kurtki Lara musi zapolować na wilka, który opuszcza swoje leże tylko o określonej porze dnia i w określonych warunkach pogodowych. Dodatkowo postać może pływać, zapewniając jej dodatkową mobilność i przewagę w walce.
Walka została przemodelowana tak, żeby zapewnić więcej możliwości do skradania się i atakowania z ukrycia. Lara Croft może zmylić przeciwników wykorzystując elementy otoczenia, np. chowając się w krzakach lub za drzewami, jak również uniknąć walki, wspinając się na drzewa lub przeskakując po dachach. Powrócą bronie, znane z poprzedniej odsłony – łuk, pistolet i czekan – do których dodany został m.in. nóż myśliwski, wykorzystywany do cichych zabójstw i walki wręcz.
Świat przedstawiony w grze jest trzykrotnie większy od tego, który gracze mogli eksplorować w poprzedniej części. Przechodzenie pomiędzy poszczególnymi lokacjami odbywa się płynnie, bez ekranów ładowania. Postać podczas kampanii fabularnej odwiedzi m.in. Syberię i Syrię.
W grze, podobnie jak w poprzedniczce, dostępny jest tzw. instynkt przetrwania, dzięki któremu Lara Croft może zobaczyć przedmioty i miejsca, z którymi może wejść w interakcję. Wprowadzony został również system ulepszania nauki języków, dzięki czemu postać będzie może przeczytać starożytne zapiski, zapewniające dostęp do nowych pomieszczeń czy ulepszeń. Podobnie jak w spin-offie Lara Croft and the Temple of Osiris, w grze dostępne są grobowce z wyzwaniami.
W przeciwieństwie do poprzedniej odsłony, w Rise of the Tomb Raider nie został zaimplementowany tryb gry wieloosobowej. Według twórców jego usunięcie pozwoliło im w pełni skoncentrować się na trybie dla jednego gracza.

## Produkcja
1 sierpnia 2013 roku Phil Rogers, prezes Square Enix Wester, potwierdził w poście na blogu na oficjalnej stronie firmy, że w produkcji znajduje się „nextgenowa kontynuacja Tomb Raider”. 9 czerwca 2014 roku, podczas konferencji prasowej Microsoftu na targach Electronic Entertainment Expo, zaprezentowano zwiastun Rise of the Tomb Raider i dokonano oficjalnej zapowiedzi gry.
Podczas spotkania Microsoftu na targach Gamescom 2014 ujawniono, że gra zostanie wydana pod koniec 2015 roku jako czasowy tytuł na wyłączność na platformy Xbox. Sprawę wyłączności skomentował Phil Spencer, prezes Xboksa: „Jestem wielkim fanem Uncharted i chciałbym, żebyśmy mieli grę przygodową tego rodzaju. Zaczęliśmy prace nad jedną, przyglądaliśmy się innym, ale do dziś nie udało nam się uzyskać takiej jakości. To dla nas szansa”. W lutym 2015 roku Crystal Dynamics ujawniło, że wersja na konsolę Xbox 360 opracowywana jest przez studio Nixxes Software.
15 czerwca 2015 roku podczas konferencji Microsoftu na targach E3 zaprezentowano zwiastun z rozgrywki oraz podano datę premiery: 10 listopada 2015. 16 czerwca podczas konferencji Square Enix zaprezentowano zwiastun z materiałami zza kulis. 23 lipca poinformowano, że wersja na komputery osobiste z systemem Windows 10 wydana zostanie w pierwszym kwartale 2016 roku, zaś na PlayStation 4 pod koniec 2016.
4 sierpnia 2015 roku podczas targów Gamescom zaprezentowano fragmenty rozgrywki, prezentujące dwa podejścia do zabawy – ciche, ale zarazem efektowne likwidowanie wrogów wzorem serii Assassin’s Creed oraz bezpośrednią konfrontację z przeciwnikami, w której korzystać można m.in. z ładunków wybuchowych.
W rolę Lary Croft podczas sesji przechwytywania ruchu wcieliła się Camilla Luddington, która użyczała głosu postaci i odgrywała ją w pierwszej części. Mimo zmiany dystrybutora, w polskiej wersji postać ponownie przemawiać będzie głosem Karoliny Gorczycy.
4 grudnia 2015 roku, podczas gali rozdania nagród The Game Awards, zaprezentowano zwiastun pierwszego dodatku do gry, Baba Yaga: Świątynia wiedźmy, którego premiera miała miejsce 28 stycznia 2016.

## Odbiór

### Krytyka
Gra spotkała się z pozytywnym przyjęciem ze strony krytyków, a średnia jej ocen w agregatorach recenzji oscyluje w granicach 87%. Grę chwalono przede wszystkim za oprawę audiowizualną i kreację świata, jak również jego eksplorację i zapełnienie go rozmaitymi celami dodatkowymi, takimi jak zadania i elementy do zebrania, wymagające starcia oraz odpowiednie zbalansowanie sekwencji widowiskowych i spokojniejszych. Wśród wad wymieniono zbytnie podobieństwo do poprzedniej części, jak również drobne niedociągnięcia techniczne.

### Sprzedaż
W Wielkiej Brytanii gra sprzedała się poniżej oczekiwań – rozeszła się w 63 tysiącach egzemplarzy, co stanowi mniej niż 2/3 sprzedanego nakładu poprzedniczki. Niektórzy dziennikarze wskazują, że słaba sprzedaż mogła być spowodowana premierą tego samego dnia co Fallout 4. Rise of the Tomb Raider była jednak najchętniej kupowaną grą w dystrybucji cyfrowej w tygodniu poprzedzającym Boże Narodzenie. Do końca 2015 roku sprzedano ponad milion egzemplarzy. W Polsce przez dwa tygodnie po premierze wersja na komputery osobiste była najchętniej kupowaną grą w sieci salonów Empik. Mimo początkowej słabej sprzedaży, z czasem gra zyskiwała na popularności, do września 2021 roku sprzedano ponad 11,8 mln kopii gry. Finalnie twórcy gry uznali wyniki sprzedażowe gry za "absolutny sukces".

### Rise of the Tomb Raider: 20. rocznica serii
11 października 2016 roku ukazało się wydanie gry przeznaczone na konsolę PlayStation 4, nazwane Rise of the Tomb Raider: 20. rocznica serii. Poza podstawową wersją gry, zawierało ono również wszystkie wcześniejsze dodatki, w tym fabularne Baba Yaga: Świątynia wiedźmy oraz Przebudzenie zimnej ciemności, jak również nową zawartość, m.in. dodatki Więzy krwi i Koszmar Lary oraz klasyczne stroje dla Lary. Zawartość wydania 20. rocznica serii udostępniona została również osobom, które zakupiły przepustkę sezonową na komputery osobiste i Xboksa One.

### Nagrody
| \| Rok \| Nagroda \| Kategoria \| Odbiorca \| Rezultat \| Źródło \| \| ---- \| -------------------------------------- \| ---------------------------------- \| ------------------------------------------------------------------------------------------------------------------------------------------------------ \| ------------ \| ------ \| \| 2015 \| Golden Joystick Awards 2015 \| Najbardziej oczekiwana gra \| Rise of the Tomb Raider \| Nominacja \| [49] \| \| 2015 \| The Game Awards 2015 \| Najlepszy występ \| Camilla Luddington \| Nominacja \| [50] \| \| 2015 \| The Game Awards 2015 \| Najlepsza gra akcji lub przygodowa \| Rise of the Tomb Raider \| Nominacja \| [50] \| \| 2015 \| Telegraph Video Game Awards 2015 \| Gra roku \| Rise of the Tomb Raider \| Nominacja \| [51] \| \| 2015 \| Telegraph Video Game Awards 2015 \| Najlepszy projekt poziomów \| Rise of the Tomb Raider \| 2. miejsce \| [51] \| \| 2015 \| GameSpot: Game of the Year 2015 Awards \| Gra roku \| Rise of the Tomb Raider \| 8. miejsce \| [52] \| \| 2015 \| GameSpot: Game of the Year 2015 Awards \| Gra roku na Xbox One \| Rise of the Tomb Raider \| Nominacja \| [52] \| \| 2015 \| GamesRadar: Game of the Year 2015 \| Gra roku \| Rise of the Tomb Raider \| 5. miejsce \| [53] \| \| 2015 \| EGM: Best of 2015 \| Najlepsza gra \| Rise of the Tomb Raider \| 10. miejsce \| [54] \| \| 2016 \| Game Revolution: Best of 2015 Awards \| Gra roku \| Rise of the Tomb Raider \| 2. miejsce \| [55] \| \| 2016 \| Game Revolution: Best of 2015 Awards \| Najlepszy deweloper \| Crystal Dynamics \| Nominacja \| [55] \| \| 2016 \| Game Revolution: Best of 2015 Awards \| Najlepsza przygodowa gra akcji \| Rise of the Tomb Raider \| Wygrana \| [55] \| \| 2016 \| IGN: Best of 2015 \| Gra roku \| Rise of the Tomb Raider \| Nominacja \| [56] \| \| 2016 \| IGN: Best of 2015 \| Najlepsza gra na Xboksa One \| Rise of the Tomb Raider \| Wygrana \| [56] \| \| 2016 \| IGN: Best of 2015 \| Najlepsza przygodowa gra akcji \| Rise of the Tomb Raider \| Wygrana \| [56] \| \| 2016 \| IGN: Best of 2015 \| Najlepszy występ \| Rise of the Tomb Raider \| 2. miejsce \| [56] \| \| 2016 \| IGN: Best of 2015 \| Najlepsza gra na Xboksa 360 \| Rise of the Tomb Raider \| 2. miejsce \| [56] \| \| 2016 \| IGN: Best of 2015 \| Najlepsza scengrafia \| Rise of the Tomb Raider \| Nominacja \| [56] \| \| 2016 \| IGN: Best of 2015 \| Osiągnięcie techniczne \| Rise of the Tomb Raider \| Nominacja \| [56] \| \| 2016 \| IGN: Best of 2015 \| Najlepsza historia \| Rise of the Tomb Raider \| Nominacja \| [56] \| \| 2016 \| Nagroda Writers Guild of America \| Scenariusz gry komputerowej \| John Stafford (główny projektant narracji) Cameron Suey (projektant narracji) Rhianna Pratchett (główny scenarzysta) Philip Gelatt (drugi scenarzysta) \| Wygrana \| [57] \| \| 2016 \| D.I.C.E. Awards 2016 \| Gra roku \| Rise of the Tomb Raider \| Nominacja \| [58] \| \| 2016 \| D.I.C.E. Awards 2016 \| Najlepsza reżyseria \| Rise of the Tomb Raider \| Nominacja \| [58] \| \| 2016 \| D.I.C.E. Awards 2016 \| Przygodowa gra roku \| Rise of the Tomb Raider \| Nominacja \| [58] \| \| 2016 \| D.I.C.E. Awards 2016 \| Najlepsza animacja \| Rise of the Tomb Raider \| Nominacja \| [58] \| \| 2016 \| D.I.C.E. Awards 2016 \| Najlepsza scenografia \| Rise of the Tomb Raider \| Nominacja \| [58] \| \| 2016 \| D.I.C.E. Awards 2016 \| Najlepsza postać \| Lara Croft \| Wygrana \| [58] \| \| 2016 \| D.I.C.E. Awards 2016 \| Najlepszy projekt dźwięku \| Rise of the Tomb Raider \| Nominacja \| [58] \| \| 2016 \| D.I.C.E. Awards 2016 \| Najlepszy scenariusz \| Rise of the Tomb Raider \| Nominacja \| [58] \| \| 2016 \| D.I.C.E. Awards 2016 \| Osiągnięcie techniczne \| Rise of the Tomb Raider \| Nominacja \| [58] \| \| 2016 \| SXSW Gaming Awards 2016 \| Najlepsza animacja \| Rise of the Tomb Raider \| Nieogłoszona \| [59] \| \| 2016 \| SXSW Gaming Awards 2016 \| Najlepsza oprawa wizualna \| Rise of the Tomb Raider \| Nieogłoszona \| [59] \| \| 2016 \| SXSW Gaming Awards 2016 \| Najlepsza oprawa dźwiękowa \| Rise of the Tomb Raider \| Nieogłoszona \| [59] \| \| 2016 \| SXSW Gaming Awards 2016 \| Najtwardsza postać \| Lara Croft \| Nieogłoszona \| [59] \| |                                        |                                    | |              |        |
| Rok | Nagroda                                | Kategoria                          | Odbiorca | Rezultat     | Źródło |
| 2015 | Golden Joystick Awards 2015            | Najbardziej oczekiwana gra         | Rise of the Tomb Raider | Nominacja    | [ 49 ] |
| 2015 | The Game Awards 2015                   | Najlepszy występ                   | Camilla Luddington | Nominacja    | [ 50 ] |
| 2015 | The Game Awards 2015                   | Najlepsza gra akcji lub przygodowa | Rise of the Tomb Raider | Nominacja    | [ 50 ] |
| 2015 | Telegraph Video Game Awards 2015       | Gra roku                           | Rise of the Tomb Raider | Nominacja    | [ 51 ] |
| 2015 | Telegraph Video Game Awards 2015       | Najlepszy projekt poziomów         | Rise of the Tomb Raider | 2. miejsce   | [ 51 ] |
| 2015 | GameSpot: Game of the Year 2015 Awards | Gra roku                           | Rise of the Tomb Raider | 8. miejsce   | [ 52 ] |
| 2015 | GameSpot: Game of the Year 2015 Awards | Gra roku na Xbox One               | Rise of the Tomb Raider | Nominacja    | [ 52 ] |
| 2015 | GamesRadar: Game of the Year 2015      | Gra roku                           | Rise of the Tomb Raider | 5. miejsce   | [ 53 ] |
| 2015 | EGM: Best of 2015                      | Najlepsza gra                      | Rise of the Tomb Raider | 10. miejsce  | [ 54 ] |
| 2016 | Game Revolution: Best of 2015 Awards   | Gra roku                           | Rise of the Tomb Raider | 2. miejsce   | [ 55 ] |
| 2016 | Game Revolution: Best of 2015 Awards   | Najlepszy deweloper                | Crystal Dynamics | Nominacja    | [ 55 ] |
| 2016 | Game Revolution: Best of 2015 Awards   | Najlepsza przygodowa gra akcji     | Rise of the Tomb Raider | Wygrana      | [ 55 ] |
| 2016 | IGN: Best of 2015                      | Gra roku                           | Rise of the Tomb Raider | Nominacja    | [ 56 ] |
| 2016 | IGN: Best of 2015                      | Najlepsza gra na Xboksa One        | Rise of the Tomb Raider | Wygrana      | [ 56 ] |
| 2016 | IGN: Best of 2015                      | Najlepsza przygodowa gra akcji     | Rise of the Tomb Raider | Wygrana      | [ 56 ] |
| 2016 | IGN: Best of 2015                      | Najlepszy występ                   | Rise of the Tomb Raider | 2. miejsce   | [ 56 ] |
| 2016 | IGN: Best of 2015                      | Najlepsza gra na Xboksa 360        | Rise of the Tomb Raider | 2. miejsce   | [ 56 ] |
| 2016 | IGN: Best of 2015                      | Najlepsza scengrafia               | Rise of the Tomb Raider | Nominacja    | [ 56 ] |
| 2016 | IGN: Best of 2015                      | Osiągnięcie techniczne             | Rise of the Tomb Raider | Nominacja    | [ 56 ] |
| 2016 | IGN: Best of 2015                      | Najlepsza historia                 | Rise of the Tomb Raider | Nominacja    | [ 56 ] |
| 2016 | Nagroda Writers Guild of America       | Scenariusz gry komputerowej        | John Stafford (główny projektant narracji) Cameron Suey (projektant narracji) Rhianna Pratchett (główny scenarzysta) Philip Gelatt (drugi scenarzysta) | Wygrana      | [ 57 ] |
| 2016 | D.I.C.E. Awards 2016                   | Gra roku                           | Rise of the Tomb Raider | Nominacja    | [ 58 ] |
| 2016 | D.I.C.E. Awards 2016                   | Najlepsza reżyseria                | Rise of the Tomb Raider | Nominacja    | [ 58 ] |
| 2016 | D.I.C.E. Awards 2016                   | Przygodowa gra roku                | Rise of the Tomb Raider | Nominacja    | [ 58 ] |
| 2016 | D.I.C.E. Awards 2016                   | Najlepsza animacja                 | Rise of the Tomb Raider | Nominacja    | [ 58 ] |
| 2016 | D.I.C.E. Awards 2016                   | Najlepsza scenografia              | Rise of the Tomb Raider | Nominacja    | [ 58 ] |
| 2016 | D.I.C.E. Awards 2016                   | Najlepsza postać                   | Lara Croft | Wygrana      | [ 58 ] |
| 2016 | D.I.C.E. Awards 2016                   | Najlepszy projekt dźwięku          | Rise of the Tomb Raider | Nominacja    | [ 58 ] |
| 2016 | D.I.C.E. Awards 2016                   | Najlepszy scenariusz               | Rise of the Tomb Raider | Nominacja    | [ 58 ] |
| 2016 | D.I.C.E. Awards 2016                   | Osiągnięcie techniczne             | Rise of the Tomb Raider | Nominacja    | [ 58 ] |
| 2016 | SXSW Gaming Awards 2016                | Najlepsza animacja                 | Rise of the Tomb Raider | Nieogłoszona | [ 59 ] |
| 2016 | SXSW Gaming Awards 2016                | Najlepsza oprawa wizualna          | Rise of the Tomb Raider | Nieogłoszona | [ 59 ] |
| 2016 | SXSW Gaming Awards 2016                | Najlepsza oprawa dźwiękowa         | Rise of the Tomb Raider | Nieogłoszona | [ 59 ] |
| 2016 | SXSW Gaming Awards 2016                | Najtwardsza postać                 | Lara Croft | Nieogłoszona | [ 59 ] |

## Obsada
| Postać        | Głos w wersji polskiej | Głos w wersji angielskiej |
| ------------- | ---------------------- | ------------------------- |
| Lara Croft    | Karolina Gorczyca      | Camilla Luddington        |
| Jacob         | Jacek Kopczyński       | Philip Anthony-Rodriguez  |
| Ana           | Elżbieta Jędrzejewska  | Laura Waddell             |
| Richard Croft | Wojciech Machnicki     | Michael Maloney           |
| Konstantin    | Robert Jarociński      | Charles Halford           |
| Sofia         | Monika Węgiel          | Jolene Andersen           |
| Jonah Maiava  | Jakub Wieczorek        | Earl Baylon               |